# Toshio Yoshida
Toshio Yoshida (* 1928 in Kōbe; † 1997 ebenda) war ein japanischer Künstler und prominentes Mitglied der Gutai Art Association, einer einflussreichen avantgardistischen Kunstbewegung, die 1954 von Jirō Yoshihara in Japan gegründet wurde. Die Gruppe war bekannt für ihren experimentellen künstlerischen Ansatz, der die traditionellen Grenzen zwischen Malerei, Performance und Skulptur auflöste. Toshio Yoshida wurde besonders für seine innovativen Techniken und interdisziplinären Ansätze geschätzt.

## Leben
Toshio Yoshida wurde 1928 in Kōbe geboren. Er trat 1955 der Gutai Art Association bei und arbeitete eng mit Künstlern wie Kazuo Shiraga, Atsuko Tanaka und Shōzō Shimamoto zusammen. Er adaptierte Jirō Yoshiharas Motto „Tue, was noch nie getan wurde“ und machte es zum Kern seiner künstlerischen Philosophie. Sein Werk umfasst eine Vielzahl von Medien, darunter Malerei, Performance und Skulptur. Besondere Aufmerksamkeit erregten seine frühen Experimente mit verbrannten Holztafeln und „Burn Paintings“, die er ab 1954 mit Lötkolben oder glühenden Kohlen schuf. In den 1960er Jahren wandte sich Yoshida psychedelisch anmutenden Werken zu, die bunte Punkte und zellartige Formen zeigten. Eines seiner innovativsten Projekte war eine Maschine, die Seifenblasen erzeugte, die er als temporäre kinetische Skulpturen interpretierte. Dieses Werk wurde 1967 bei der 19. Gutai-Ausstellung gezeigt.

## Einfluss und Nachlass
Yoshidas Werk steht in der Tradition der künstlerischen Materialforschung und untersucht die physischen und immateriellen Eigenschaften von Kunst. Seine Werke wurden in wichtigen Gutai-Retrospektiven gezeigt, darunter Gutai: Splendid Playground im Solomon R. Guggenheim Museum, New York (2013), und sind heute in Sammlungen wie dem Ashiya City Museum of Art and History in Japan und der Pinault Collection in Frankreich vertreten. Der Nachlass des Künstlers wird von der Fergus McCaffrey Gallery verwaltet. Toshio Yoshida gilt als einer der originellsten Künstler der Nachkriegszeit, dessen Werk eine einzigartige Schnittstelle zwischen Performance, Malerei und kinetischer Kunst bildet. Sein Einfluss zeigt sich nicht nur in der Weiterentwicklung der Gutai-Philosophie, sondern auch in der Erweiterung der Möglichkeiten moderner künstlerischer Techniken.

## Ausstellungen (Auswahl)
- Zweite Gutai-Ausstellung, Ohara Kaikan, Tokio (1956). In dieser bahnbrechenden Ausstellung präsentierte Yoshida eine Arbeit, in der er Tinte aus großer Höhe auf eine Leinwand goss. Dies war Teil seiner Erforschung der Malerei als performativen Akt.
- Gutai: The Spirit of an Era, National Art Center, Tokio (2012). Eine umfassende Retrospektive, die Yoshidas Werke zusammen mit denen anderer Mitglieder der Gutai zeigte.
- Gutai: Splendid Playground im Guggenheim Museum, New York (2013). Die Retrospektive machte Yoshidas Werk einem internationalen Publikum bekannt und hob seinen Beitrag zur Nachkriegskunst hervor.
- Einzelausstellung bei Fergus McCaffrey, New York (2017). Die Ausstellung zeigte 30 Werke aus den Jahren 1954 bis 1983, darunter frühe „Burn Paintings“ und spätere experimentelle Arbeiten. Es war die erste Einzelausstellung von Yoshidas Werk in den USA.